# Internet Explorer 11
Internet Explorer 11 (afgekort IE11) is de huidige versie van de webbrowser Internet Explorer, ontwikkeld door Microsoft en vrijgegeven op 17 oktober 2013. Het is de opvolger van Internet Explorer 10, dat uitgebracht werd in 2012. Internet Explorer 11 is onderdeel van Windows 8.1, Windows Server 2012 R2 en de Windows Technical Preview en is beschikbaar als gratis update voor Windows 7 en Windows Server 2008 R2. De browser werd op zijn beurt opgevolgd door Microsoft Edge.
Microsoft kondigde Internet Explorer 11 voor het eerst aan in een blogpost op de officiële Windows Blog. De eerste testversie is vrijgegeven op 26 juni 2013, tijdens de BUILD-conferentie. Deze was echter onderdeel van Windows 8.1 en niet los te downloaden. Op 25 juli 2013 werd de Internet Explorer 11 Developer Preview voor Windows 7 vrijgegeven. IE11 is niet beschikbaar voor Windows 8. Internet Explorer 11 maakt deel uit van Windows 8.1.

## Functies
Internet Explorer 11 kreeg ondersteuning voor het synchroniseren van tabbladen tussen andere Internet Explorer 11-installaties. De Modern UI-versie van de browser kan ook een ongelimiteerde hoeveelheid tabbladen openen, in tegenstelling tot de huidige limiet van 10. Verder kreeg de Modern UI ook ondersteuning voor ontwikkelaarshulpmiddelen. Ook is het nu mogelijk om de downloadgeschiedenis in de Modern-versie te bekijken. Ook zou er nu voor kunnen worden gekozen om de adresbalk niet te laten verdwijnen.
De ontwikkelaarshulpmiddelen zijn voorzien van een nieuwe interface en diverse nieuwe functies. De desktopversie van Internet Explorer 11 zal ondersteuning krijgen voor gebaren, zoals die al beschikbaar waren in de Modern UI-versie. Verder wordt de ondersteuning voor HTML5 en CSS3 verder uitgebreid en zou er ook ondersteuning komen voor WebGL en SPDY.

## Versiegeschiedenis
| Legenda     | Legenda                 | Legenda               | Legenda               | Legenda            | Legenda |
| ----------- | ----------------------- | --------------------- | --------------------- | ------------------ | ------- |
| Ondersteund | Ondersteunde testversie | Niet meer ondersteund | Verouderde testversie | Toekomstige versie |         |

| Versie               | Windows               | Build            | Datum             | Vernieuwingen |
| -------------------- | --------------------- | ---------------- | ----------------- | --- |
| 11 Preview           | 8.1 Preview           | 11.0.9431.0      | 26 juni 2013      | Downloadlijst in Modern UI-weergave. Gebaren in desktopversie. Verbeterde ondersteuning voor HTML5 en CSS3. Ondersteuning van WebGL en SPDY. Tabsynchronisatie. Nieuwe ontwikkelaarshulpmiddelen. Nieuwe Modern UI-interface. Adresbalk en tabbladen vastmaken in Modern UI. |
| 11 Developer Preview | 7                     | 11.0.9431.0      | 25 juli 2013      | Gebaren in desktopversie. Verbeterde ondersteuning voor HTML5 en CSS3. Ondersteuning van WebGL. Tabsynchronisatie. Nieuwe ontwikkelaarshulpmiddelen. |
| 11 Developer Preview | 8.1 Preview en 7      | 11.0.9431.181    | 18 juli 2013      | Beveiligingsupdates. |
| 11 Developer Preview | 8.1 Preview en 7      | 11.0.9431.193    | 7 augustus 2013   | Beveiligingsupdates. |
| 11 Developer Preview | 8.1 Preview en 7      | 11.0.9431.195    | 13 augustus 2013  | Beveiligingsupdates. |
| 11 Developer Preview | 8.1 Preview en 7      | 11.0.9431.1940   | 10 september 2013 | Beveiligingsupdates. |
| 11 Release Preview   | 7                     | 11.0.9600.16384  | 18 september 2013 | Diverse bugfixes, ongeveer dezelfde versie als de uiteindelijke RTM. |
| 11 RTM               | 8.1                   | 11.0.9600.16384  | 22 augustus 2013  | Leesweergave, Modern UI toont nu hint naar optiebalken, bugfixes. |
| 11 RTM               | 7                     | 11.0.9600.16410  | 24 september 2013 | Bugfixes. |
| 11.0.0               | 7                     | 11.0.9600.16411  | 25 september 2013 | Bugfixes. |
| 11.0.0               | 7                     | 11.0.9600.16412  | 26 september 2013 | Bugfixes. |
| 11.0.1               | 8.1 en 7              | 11.0.9600.16438  | 19 oktober 2013   | Bugfixes en veiligheidsverbeteringen. |
| 11.0.2               | 8.1 en 7              | 11.0.9600.16476  | 26 november 2013  | Bugfixes en veiligheidsverbeteringen. |
| 11.0.3               | 8.1 en 7              | 11.0.9600.16518  | 6 februari 2014   | 24 beveiligingslekken en bugfixes. |
| 11.0.4               | 8.1 en 7              | 11.0.9600.16521  | 1 maart 2014      | 18 beveiligingslekken en bugfixes, vanaf 8 april wordt deze update, en voorgaande, niet meer ondersteund. |
| 11.0.7               | 8.1 Update en 7       | 11.0.9600.17031  | 22 april 2014     | Enterprise Mode, nieuwe functies in de ontwikkelaarshulpmiddelen, verbeterde ondersteuning voor WebGL en ECMAScript 5.1, 7 beveilingslekken, waarvan 1 kritieke zijn gedicht.                                                                                                |
| 11.0.8               | 8.1 Update en 7       | 11.0.9600.17107  | 6 mei 2014        | 2 beveiligingslekken en bugfixes. |
| 11.0.9               | 8.1 Update en 7       | 11.0.9600.17126  | 30 mei 2014       | 59 beveiligingslekken en bugfixes, verbeterde ondersteuning voor verticaal schrijven. |
| Developer Channel 1  | 8.1 Update en 7       | 11.0.9600.17123  | 16 juni 2014      | Ondersteuning voor de GamePad-API en WebDriver, verbeterde ondersteuning voor WebGL en diverse nieuwe functies in de ontwikkelaarshulpmiddelen. |
| 11.0.10              | 8.1 Update en 7       | 11.0.9600.17207  | 18 juni 2014      | Beveiligingslekken en bugfixes. |
| 11.0.11              | 8.1 Update en 7       | 11.0.9600.17239  | 25 juli 2014      | Nieuwe functies in de ontwikkelaarshulpmiddelen, verbeterde ondersteuning voor WebGL, basis voor latere WebDriverondersteuning. 21 beveilingslekken en bugfixes zijn gedicht.                                                                                                |
| 11.0.12              | 8.1 Update en 7       | 11.0.9600.17278  | 16 augustus 2014  | Internet Explorer blokkeert voortaan verouderde ActiveX-elementen, zoals Java. Ctrl + 0 gaat nu altijd terug naar een vergroting van 100% en is niet meer afhankelijk van de schaling van Windows. Beveiligingslekken en bugfixes.                                           |
| 11.0.13              | 8.1 Update en 7       | 11.0.9600.17344  | 19 september 2014 | Er wordt voortaan een zoekbalk getoond op de "Nieuwe tab"-pagina, groepkopjes in adresbalk verwijderd, verbeterde suggesties, 14 bugfixes en andere beveiligingsupdates. |
| 11.0.13              | 8.1 Update en 7       | 11.0.9600.17351  | 25 september 2014 | Er wordt voortaan een zoekbalk getoond op de "Nieuwe tab"-pagina, groepkopjes in adresbalk verwijderd, verbeterde suggesties, 14 bugfixes en andere beveiligingsupdates. |
| Technical Preview    | 10 Technical Preview  | 11.0.9841.0      | 1 oktober 2014    | Ondersteuning voor Windows 10, HTTP/2 en verbeterde prestaties voor Chakra. |
| Technical Preview    | 10 Technical Preview  | 11.0.9841.0      | 14 oktober 2014   | 14 bugfixes en andere beveiligingsupdates. |
| Technical Preview    | 10 Technical Preview  | 11.0.9860.0      | 20 oktober 2014   | Bugfixes. |
| 11.0.14              | 8.1 Update en 7       | 11.0.9600.17416  | 31 oktober 2014   | Enterprise Mode staat nu toe om andere compatibiliteitweergaves te gebruiken, verouderde Silverlightversies worden voortaan geblokkeerd. 11 bugfixes en andere beveiligingsupdates.                                                                                          |
| 11.0.14              | 8.1 Update en 7       | 11.0.9600.17420  | 6 november 2014   | Enterprise Mode staat nu toe om andere compatibiliteitweergaves te gebruiken, verouderde Silverlightversies worden voortaan geblokkeerd. 11 bugfixes en andere beveiligingsupdates.                                                                                          |
| 11.0.14              | 8.1 Update en 7       | 11.0.9600.17496  | 22 november 2014  | Enterprise Mode staat nu toe om andere compatibiliteitweergaves te gebruiken, verouderde Silverlightversies worden voortaan geblokkeerd. 11 bugfixes en andere beveiligingsupdates.                                                                                          |
| Technical Preview    | 10 Technical Preview  | 11.0.9879.0      | 12 november 2014  | De feedbackknop staat prominent in beeld langs opties, verbeterde F12-functies, CSS3, ES6, JavaScript en HTML5 zijn nu verder ondersteund, GamePad-API- en Selection-API-ondersteuning en meer.                                                                              |
| Technical Preview    | 10 Technical Preview  | 11.0.9879.0      | 9 december 2014   | Bugfixes en andere beveiligingsupdates. |
| 11.0.15              | 8.1 Update en 7       | 11.0.9600.17631  | 22 januari 2015   | Nieuwe interface voor F12-functies, bugfixes en andere beveiligingsupdates, opt-in voor het blokkeren van SSL 3.0-fallback. |
| 11.0.15              | 8.1 Update en 7       | 11.0.9600.17640  | 23 januari 2015   | Nieuwe interface voor F12-functies, bugfixes en andere beveiligingsupdates, opt-in voor het blokkeren van SSL 3.0-fallback. |
| 11.0.16              | 8.1 Update en 7       | 11.0.9600.17689  | 20 februari 2015  | SSL 3.0-fallback is voortaan standaard uitgeschakeld. |
| Technical Preview    | 10 Technical Preview  | 11.0.9800.0      | 10 maart 2015     | Beveiligingsupdates. |
| 11.0.17              | 8.1 Update en 7       | 11.0.9600.17728  | 13 maart 2015     | Beveiligingsupdates. |
| 11.0.18              | 8.1 Update en 7       | 11.0.9600.17801  | 21 april 2015     | SSL 3.0 is standaard uitgeschakeld. |
| 11.0.19              | 8.1 Update en 7       | 11.0.9600.17840  | 23 mei 2015       | Diverse beveiligingsupdates en zes andere bugfixes. |
| 11.0.20              | 8.1 Update en 7       | 11.0.9600.17905  | 15 juni 2015      | Ondersteuning voor HSTS en 24 bugfixes. |
| 11.0.21              | 8.1 Update en 7       | 11.0.9600.17937  | 16 juli 2015      | Beveiligingsupdates. |
| 11.0.21              | 10                    | 11.0.10240.16391 | 16 juli 2015      | Windows 10-ondersteuning, feedbackpictogram in interface. |
| 11.0.22              | 10                    | 11.0.10240.16412 | 30 juli 2015      | Beveiligingsupdates. |
| 11.0.22              | 8.1 Update en 7       | 11.0.9600.17963  | 11 augustus 2015  | Beveiligingsupdates. |
| Insider Preview      | 10 Insider Preview    | 11.0.10525.0     | 18 augustus 2015  | Beveiligingsupdates. |
| 11.0.23              | 8.1 Update en 7       | 11.0.9600.18036  | 22 augustus 2015  | Beveiligingsupdates. |
| Insider Preview      | 10 Insider Preview    | 11.0.10532.0     | 27 augustus 2015  | Beveiligingsupdates. |
| 11.0.24              | 8.1 Update en 7       | 11.0.9600.18052  | 10 september 2015 | Beveiligingsupdates. |
| Insider Preview      | 10 Insider Preview    | 11.0.10547.0     | 18 september 2015 | Beveiligingsupdates. |
| Insider Preview      | 10 Insider Preview    | 11.0.10578.0     | 12 oktober 2015   | Beveiligingsupdates. |
| 11.0.25              | 8.1 Update en 7       | 11.0.9600.18098  | 30 oktober 2015   | Beveiligingsupdates. |
| 11.0.25              | 10                    | 11.0.10240.16590 | 8 november 2015   | Verbeteringen aan Enterprise Mode met simpelere Compatibility Lists. |
| 11.0.25              | 10 November Update    | 11.0.10586.17    | 22 november 2015  | Beveiligingsupdates. |
| 11.0.26              | 8.1 Update en 7       | 11.0.9600.18123  | 8 november 2015   | Verbeterde SmartScreenbeveiliging. |
| 11.0.26              | 10 November Update    | 11.0.10586.20    | 24 november 2015  | Bugfixes en beveiligingsupdates. |
| 11.0.26              | 10                    | 11.0.10240.16603 | 25 november 2015  | Verbeterde SmartScreenbeveiliging. |
| 11.0.27              | 8.1 Update en 7       | 11.0.9600.18161  | 11 december 2015  | Bugfixes en beveiligingsupdates. |
| Insider Preview      | 10 Insider Preview    | 11.1000.11082.0  | 16 december 2015  | Bugfixes en beveiligingsupdates. |
| 11.0.28              | 8.1 Update en 7       | 11.0.9600.18205  | 22 januari 2016   | Bugfixes en beveiligingsupdates. |
| 11.0.28              | 10 November Update    | 11.0.10586.103   | 27 januari 2016   | Bugfixes en beveiligingsupdates. |
| 11.0.28              | 10                    | 11.0.10240.16683 | 31 januari 2016   | Bugfixes en beveiligingsupdates. |
| 11.0.29              | 8.1 Update en 7       | 11.0.9600.18231  | 8 februari 2016   | Bugfixes en beveiligingsupdates. |
| 11.0.29              | 10 November Update    | 11.0.10586.122   | 23 februari 2016  | Bugfixes en beveiligingsupdates. |
| 11.0.30              | 10 November Update    | 11.0.10586.212   | 29 maart 2016     | Bugfixes en beveiligingsupdates. |
| 11.0.30              | 8.1 Update en 7       | 11.0.9600.18283  | 30 maart 2016     | Bugfixes en beveiligingsupdates. |
| 11.0.31              | 10                    | 11.0.10240.16841 | 9 april 2016      | Bugfixes en beveiligingsupdates. |
| 11.0.31              | 8.1 Update en 7       | 11.0.9600.18321  | 22 april 2016     | Bugfixes en beveiligingsupdates. |
| 11.0.31              | 10 November Update    | 11.0.10586.306   | 23 april 2016     | Bugfixes en beveiligingsupdates. |
| 11.0.32              | 8.1 Update en 7       | 11.0.9600.18347  | 20 mei 2016       | Bugfixes en beveiligingsupdates. |
| 11.0.32              | 10                    | 11.0.10240.16942 | 28 mei 2016       | Bugfixes en beveiligingsupdates. |
| 11.0.32              | 10 November Update    | 11.0.10586.420   | 28 mei 2016       | Bugfixes en beveiligingsupdates. |
| 11.0.33              | 8.1 Update en 7       | 11.0.9600.18378  | 11 juni 2016      | Bugfixes en beveiligingsupdates. |
| 11.0.33              | 10                    | 11.0.10240.17022 | 25 juni 2016      | Bugfixes en beveiligingsupdates. |
| 11.0.33              | 10 November Update    | 11.0.10586.494   | 1 juli 2016       | Bugfixes en beveiligingsupdates. |
| 11.0.34              | 8.1 Update en 7       | 11.0.9600.18427  | 2 augustus 2016   | Bugfixes en beveiligingsupdates. |
| 11.0.34              | 10 Anniversary Update | 11.0.14393.51    | 2 augustus 2016   | Bugfixes en beveiligingsupdates. |
| 11.0.34              | 10                    | 11.0.10240.17071 | 3 augustus 2016   | Bugfixes en beveiligingsupdates. |
| 11.0.34              | 10 November Update    | 11.0.10586.545   | 3 augustus 2016   | Bugfixes en beveiligingsupdates. |
| 11.0.35              | 8.1 Update en 7       | 11.0.9600.18450  | 1 september 2016  | Bugfixes en beveiligingsupdates. |
| 11.0.35              | 10                    | 11.0.10240.17113 | 7 september 2016  | Bugfixes en beveiligingsupdates. |
| 11.0.35              | 10 November Update    | 11.0.10586.589   | 7 september 2016  | Bugfixes en beveiligingsupdates. |
| 11.0.35              | 10 Anniversary Update | 11.0.14393.187   | 7 september 2016  | Bugfixes en beveiligingsupdates. |
| 11.0.36              | 8.1 Update en 7       | 11.0.9600.18500  | 30 september 2016 | Bugfixes en beveiligingsupdates. |
| 11.0.36              | 10                    | 11.0.10240.17146 | 30 september 2016 | Bugfixes en beveiligingsupdates. |
| 11.0.36              | 10 November Update    | 11.0.10586.633   | 5 oktober 2016    | Bugfixes en beveiligingsupdates. |
| 11.0.36              | 10 Anniversary Update | 11.0.14393.321   | 5 oktober 2016    | Bugfixes en beveiligingsupdates. |
| 11.0.37              | 8.1 Update en 7       | 11.0.9600.18523  | 22 oktober 2016   | Bugfixes en beveiligingsupdates. |
| 11.0.37              | 10                    | 11.0.10240.17184 | 25 oktober 2016   | Bugfixes en beveiligingsupdates. |
| 11.0.37              | 10 November Update    | 11.0.10586.672   | 25 oktober 2016   | Bugfixes en beveiligingsupdates. |
| 11.0.37              | 10 Anniversary Update | 11.0.14393.447   | 2 november 2016   | Bugfixes en beveiligingsupdates. |
| 11.0.38              | 10 Anniversary Update | 11.0.14393.479   | 11 november 2016  | Bugfixes en beveiligingsupdates. |
| 11.0.38              | 8.1 Update en 7       | 11.0.9600.18538  | 12 november 2016  | Bugfixes en beveiligingsupdates. |
| 11.0.38              | 10                    | 11.0.10240.17202 | 19 november 2016  | Bugfixes en beveiligingsupdates. |
| 11.0.38              | 10 November Update    | 11.0.10586.713   | 22 november 2016  | Bugfixes en beveiligingsupdates. |
| 11.0.39              | 8.1 Update en 7       | 11.0.9600.185xx  | februari 2017     | Bugfixes en beveiligingsupdates. |
| 11.0.39              | 10                    | 11.0.10240.172xx | februari 2017     | Bugfixes en beveiligingsupdates. |
| 11.0.39              | 10 November Update    | 11.0.10586.7xx   | februari 2017     | Bugfixes en beveiligingsupdates. |
| 11.0.39              | 10 Anniversary Update | 11.0.14393.7xx   | februari 2017     | Bugfixes en beveiligingsupdates. |

Functies die geïntroduceerd worden in "Developer Channel"-versies zijn niet direct beschikbaar in de volgende kleine of grote versie van Internet Explorer en worden ook niet allemaal tegelijk geïntroduceerd.

## Useragent-string
Internet Explorer 11 gebruikt een nieuwe useragentstring, die verandert als de compatibiliteitsmodus is ingeschakeld. Het MSIE 10.0-token is veranderd in rv:11.0 en het Trident/6.0-token in Trident/7.0. Voor Windows Phone 8.1 was de useragentstring gelijkend, totdat deze in Update werd uitgebreid met verschillende nieuwe tokens. Vroege versies van Windows 10 identificeerde zich met een Windows NT 6.4-token in plaats van Windows NT 10.0.
| Besturingssysteem                     | Gebruikersomgeving                    | Useragentstring |
| ------------------------------------- | ------------------------------------- | --- |
| Windows 7                             | Desktop 32 bit                        | Mozilla/5.0 (Windows NT 6.1; Trident/7.0; rv:11.0) like Gecko |
| Windows 7                             | Desktop 64 bit                        | Mozilla/5.0 (Windows NT 6.1; Win64: x64; Trident/7.0; rv:11.0) like Gecko |
| Windows 8.1                           | Desktop 32 bit                        | Mozilla/5.0 (Windows NT 6.3; Trident/7.0; rv:11.0) like Gecko |
| Windows 8.1                           | Desktop 64 bit                        | Mozilla/5.0 (Windows NT 6.3; Win64: x64; Trident/7.0; rv:11.0) like Gecko |
| Windows 8.1                           | Modern UI 32 bit                      | Mozilla/5.0 (Windows NT 6.3; Trident/7.0; Touch; rv:11.0) like Gecko |
| Windows 8.1                           | Modern UI 64 bit                      | Mozilla/5.0 (Windows NT 6.3; Win64: x64; Trident/7.0; Touch; rv:11.0) like Gecko |
| Windows 10                            | Desktop 32 bit                        | Mozilla/5.0 (Windows NT 10.0; Trident/7.0; rv:11.0) like Gecko |
| Windows 10                            | Desktop 64 bit                        | Mozilla/5.0 (Windows NT 10.0; WOW64; Trident/7.0; rv:11.0) like Gecko |
| Windows Phone 8.1 op Lumia 928        | Windows Phone 8.1 op Lumia 928        | Mozilla/5.0 (Windows Phone 8.1; ARM; Trident/7.0; Touch; rv:11; IEMobile/11.0; NOKIA; Lumia 928) like Gecko                                                                                                 |
| Windows Phone 8.1 Update op Lumia 930 | Windows Phone 8.1 Update op Lumia 930 | Mozilla/5.0 (Mobile; Windows Phone 8.1; Android 4.0; ARM; Trident/7.0; Touch; rv:11.0; IEMobile/11.0; NOKIA; Lumia 930) like iPhone OS 7_0_3 Mac OS X AppleWebKit/537 (KHTML, like Gecko) Mobile Safari/537 |